# Venier

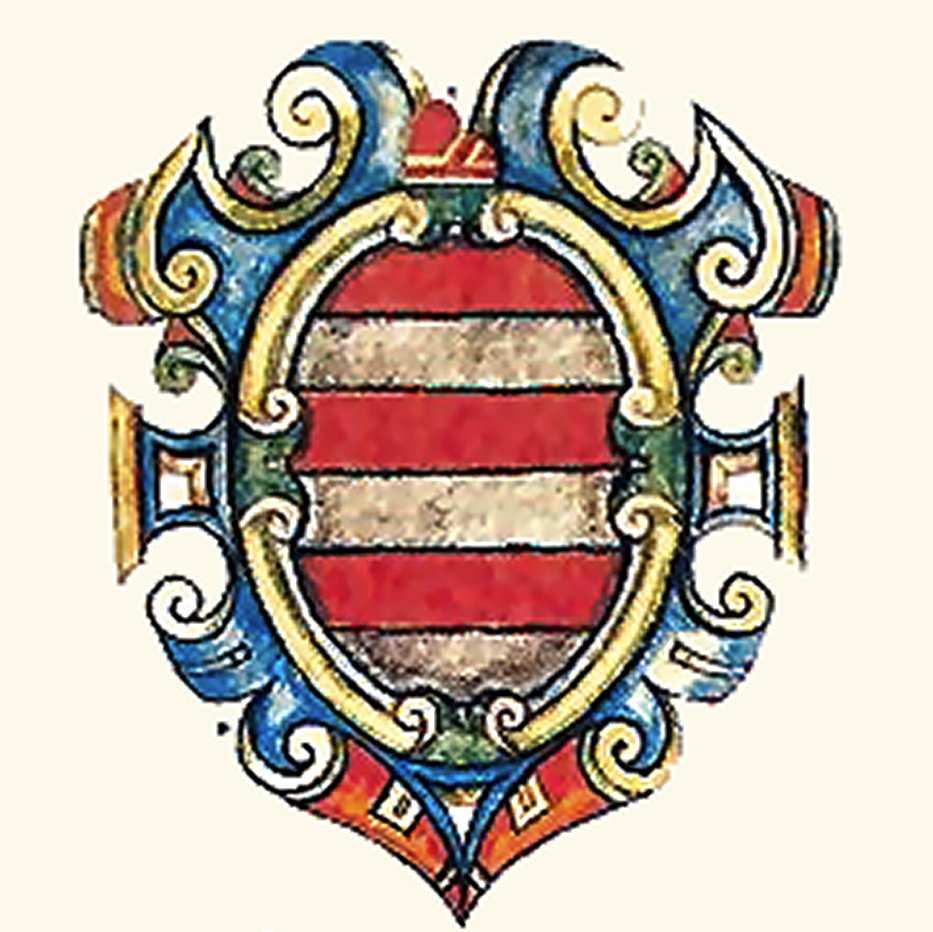
Stammwappen der Venier

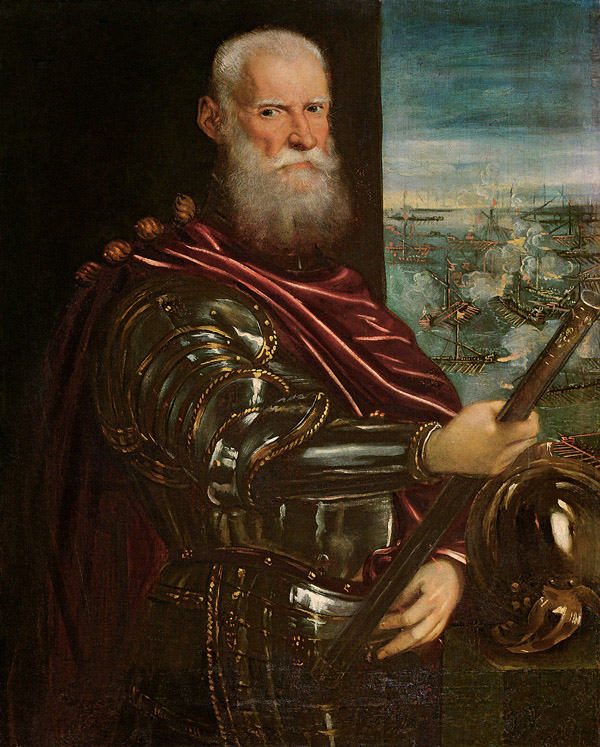
Sebastiano Venier (1496–1578), Doge von Venedig (von Tintoretto)

Die Venier (auch im Plural als Venieri oder weiblich als Veniera bezeichnet) sind eine venezianische Patrizierfamilie. Sie spielte eine bedeutende Rolle in den venezianischen Kolonien und stellte drei Dogen von Venedig. Die Familie wird daher zu jenen 16 Geschlechtern gezählt, die als die „neuen herzoglichen Häuser“ (case nuove ducali) bezeichnet werden (siehe Patriziat von Venedig), obgleich sie diesen Rang nicht erblich, sondern nur in der jeweiligen Person des Wahlherzogs besaßen. 1857 wurde die Familie in den österreichischen Grafenstand erhoben.

## Geschichte
Die Familie ist eine der ältesten der Stadt Venedig. Einer Überlieferung zufolge stammt die Familie ursprünglich aus Vicenza. Die bei alten italienischen Familien nicht selten anzutreffende (meist in der Renaissance entstandene) und auf die Antike zurückgreifende Abstammungslegende sieht in ihr Nachfahren der gens aurelia. Die Venier treten jedoch spätestens im 11. Jahrhundert urkundlich in Erscheinung und gehörten zu den „neuen Familien“, den case nuove. Ihre Hauskirche war seit dem 11. Jahrhundert San Zan Degolà.
Nach dem Vierten Kreuzzug erhielten sie die Herrschaft über die griechischen Inseln Kythira und Paros und, zusammen mit den Geschlechtern derer von Martinengo und Lion, die Burgen von Zemunik Donji in Dalmatien und Sanguinetto in Venetien. Die Gemeinde Vinjerac (Italienisch: Castel Venier) in Dalmatien war seit 1409 als Eigentum der Familie urkundlich belegt und nach ihr benannt.
Ein Zweig der Familie zog nach Kreta, welches unter der Herrschaft der Republik Venedig stand. Teile der Familie beteiligten sich am Aufstand der venezianischen Siedler auf Kreta (1363–1366), dessen Anführer Tito Venier wurde. Die meisten Venier in Venedig blieben jedoch treu und weiterhin im Dienste der Republik.
Nach dem Ende der Republik Venedig im Jahr 1797 wurde im nachfolgenden Königreich Lombardo-Venetien der Adelsstand mit Allerhöchstem Beschluss durch den österreichischen Kaiser „bestätigt“ (allerdings hatte es in der Republik keinen Adelsstand, sondern ein Patriziat gegeben, dessen Angehörige Nobilhòmini genannt wurden). Das Diplom des österreichischen Grafenstandes wurde am 13. Juni 1857 erteilt. Als eines von 64 gräflichen Geschlechtern hatte die Familie einen erblichen Sitz im Herrenhaus, dem Oberhaus des Reichsrates.

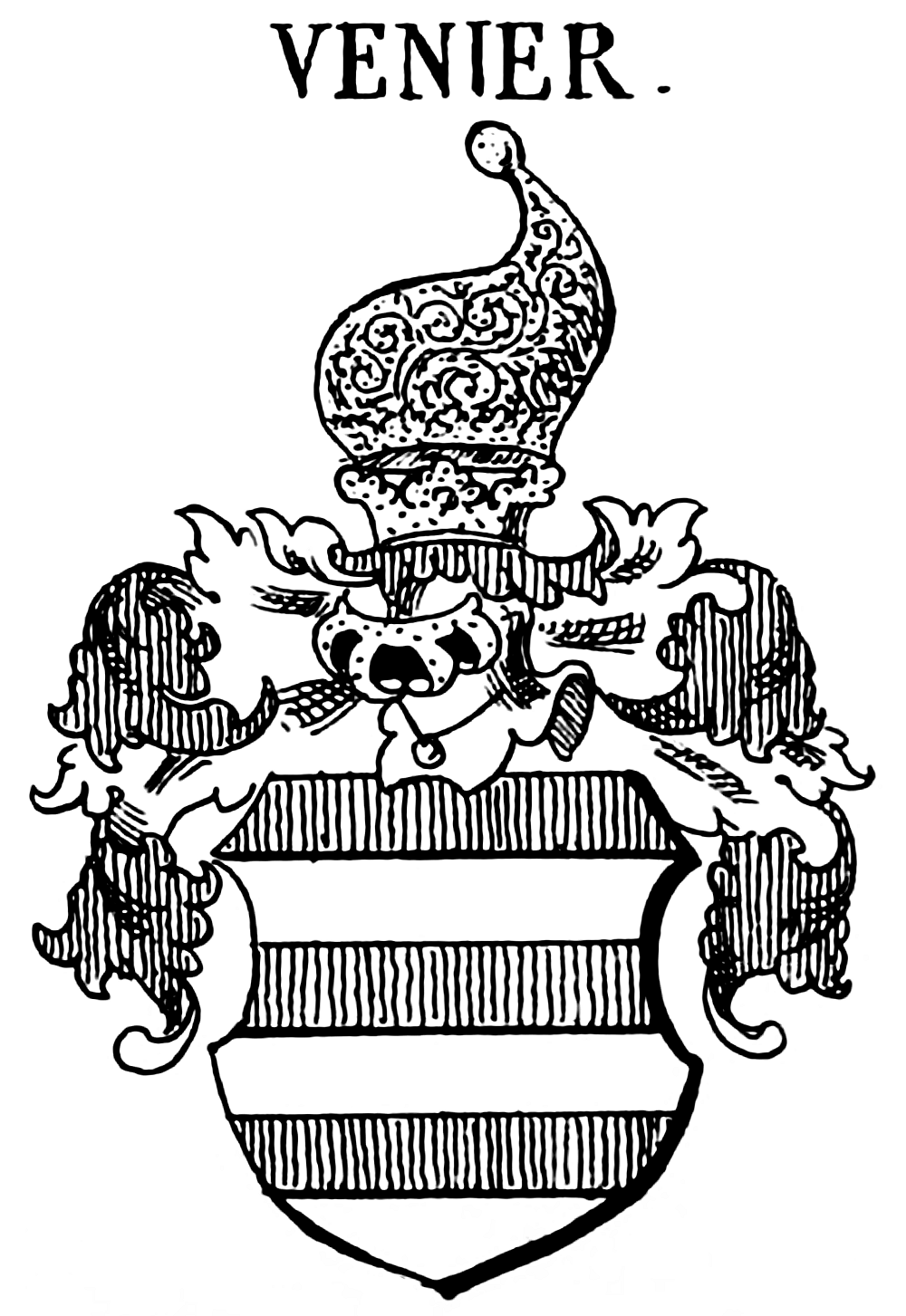
Stammwappen der Grafen von Venier

## Wappen
Das Stammwappen ist fünfmal von Rot und Silber geteilt. Auf dem gekrönten Helm mit rot-silbernen Helmdecken eine gold gestickte Dogenmütze.

## Bedeutende Persönlichkeiten
Die Venier stellten drei Dogen von Venedig:
- Antonio Venier († 1400)
- Francesco Venier (1489–1556)
- Sebastiano Venier (1496–1578)

sowie 18 Prokuratoren und eine Reihe von Admirälen.
- Lorenzo Venier (1510–1550) war Dichter, ebenso wie sein Sohn:
  - Maffio Venier (1550–1586) war Erzbischof von Korfu, Zakynthos und Kefalonia (1583–86) und betätigte sich als Dichter
- Cecilia Venier-Baffo (1525–1583), Tochter eines Gouverneurs von Paros, wurde zur Geliebten des Sultans Selim II. und als Mutter des späteren Sultans Murad III. unter ihrem osmanischen Namen Nurbanu zur Valide Sultan (Sultansmutter) und damit zu einer der mächtigsten Frauen ihrer Zeit.
- Girolamo Venier (1707–1779), Komponist und Prokurator von San Marco
- Lydia Venieri (* 1962), moderne Künstlerin, stammt aus der griechischen Linie der Familie[4]

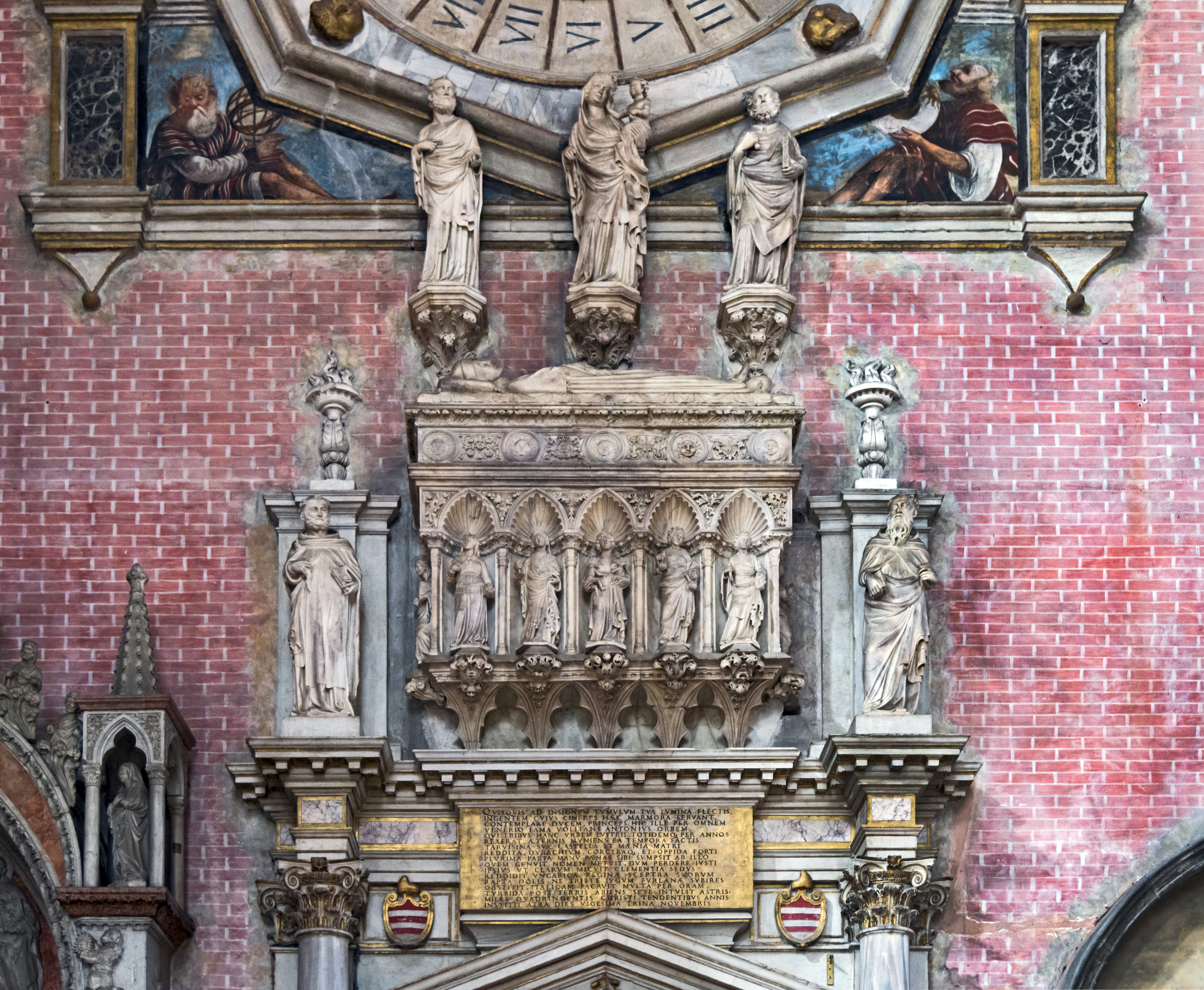
Grabmal des Dogen Antonio Venier († 1400)
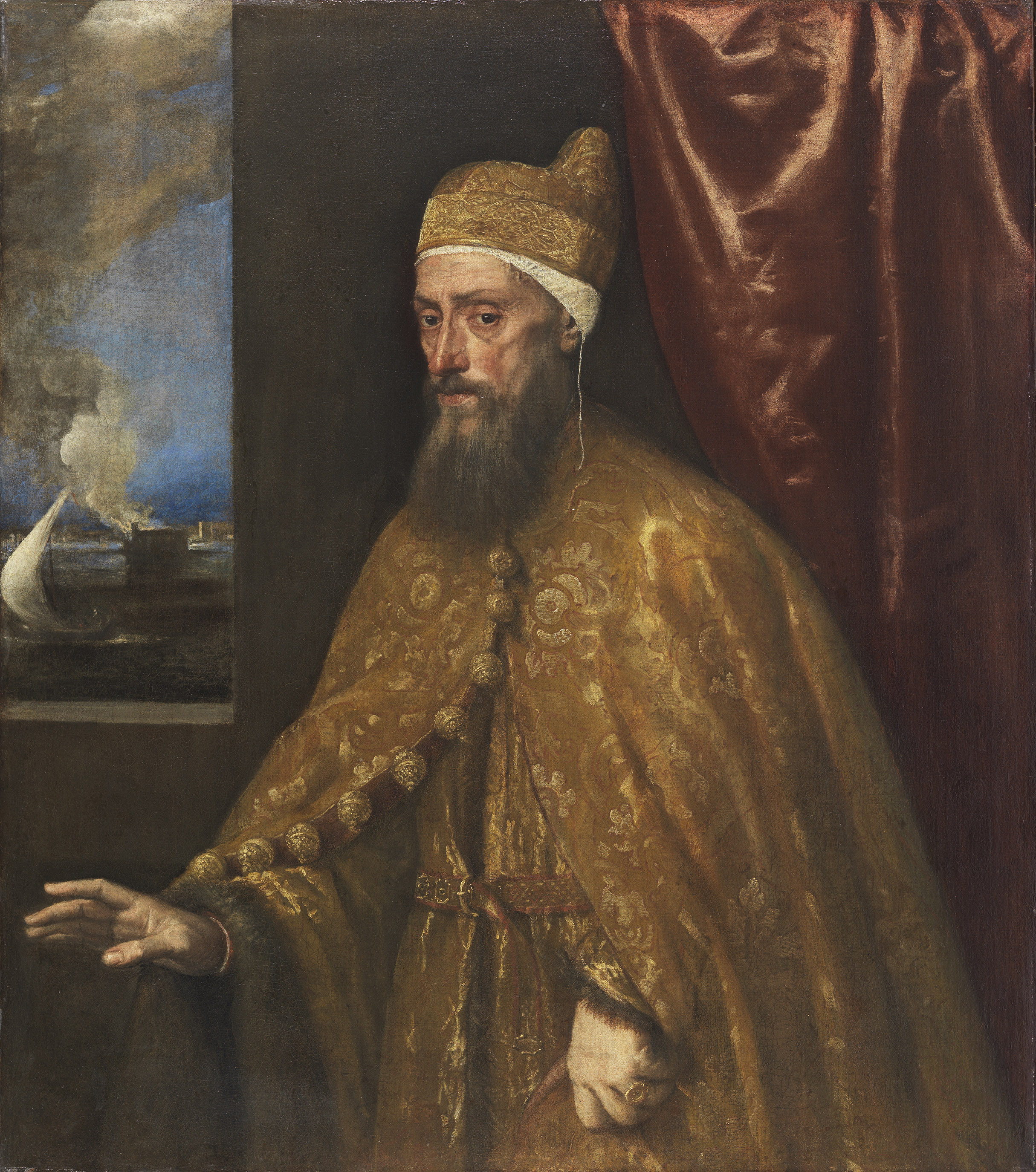
Doge Francesco Venier (1489–1556), von Tizian
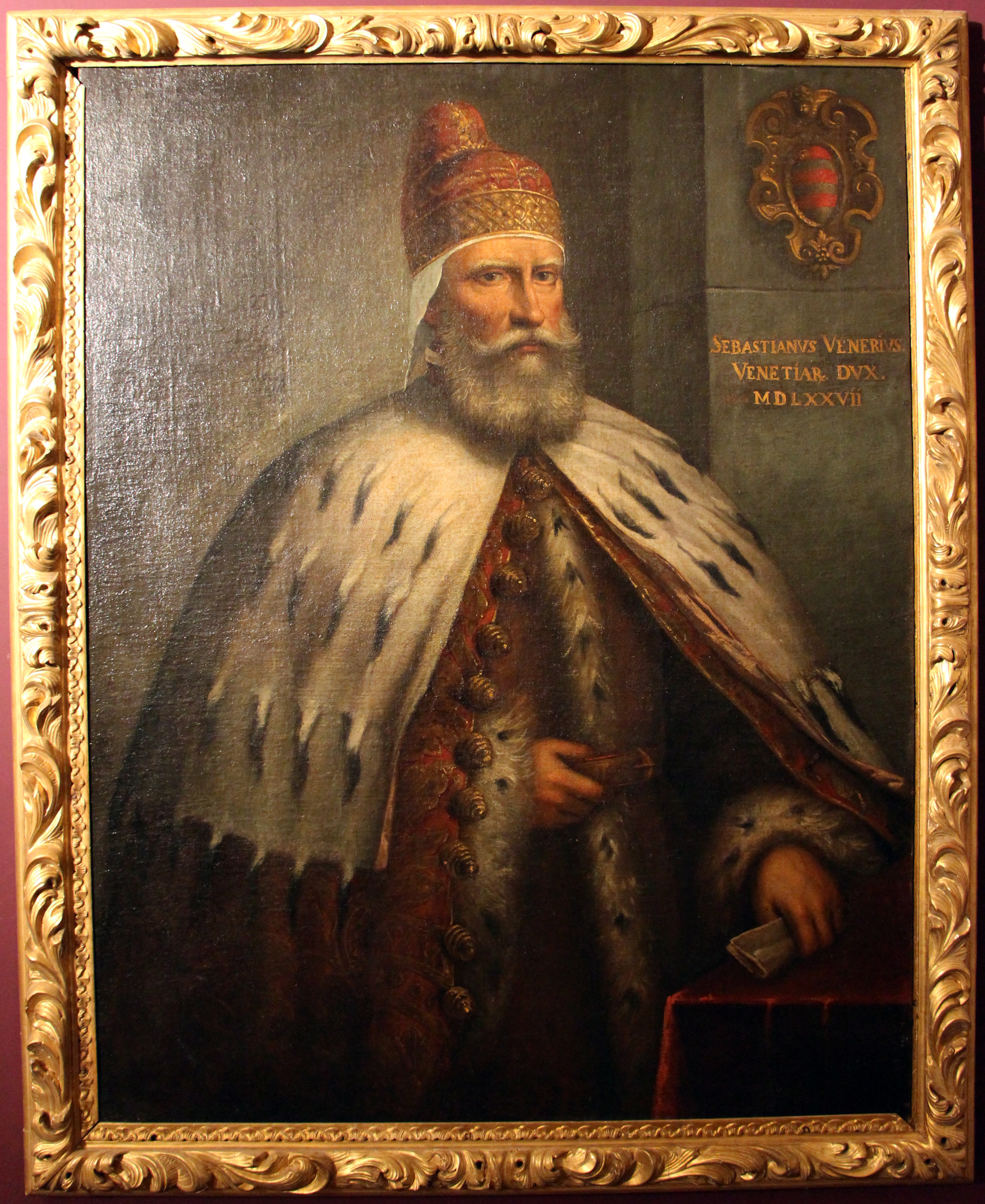
Sebastiano Venier (1496–1578) im Dogenornat

## Besitztümer
Die Familie besaß in Venedig und der weiteren Region mehrere Besitztümer, darunter der Palazzo Venier dei Leoni, der Palazzo Venier Manfrin und der Palazzo Venier Contarini in Venedig.
Die Kirche von San Zan Degolà in Venedig reicht bis ins 8. Jahrhundert zurück. Der Bau wurde durch eine Stiftung der Familie gefördert, die in der Nähe einen Palast hatte.

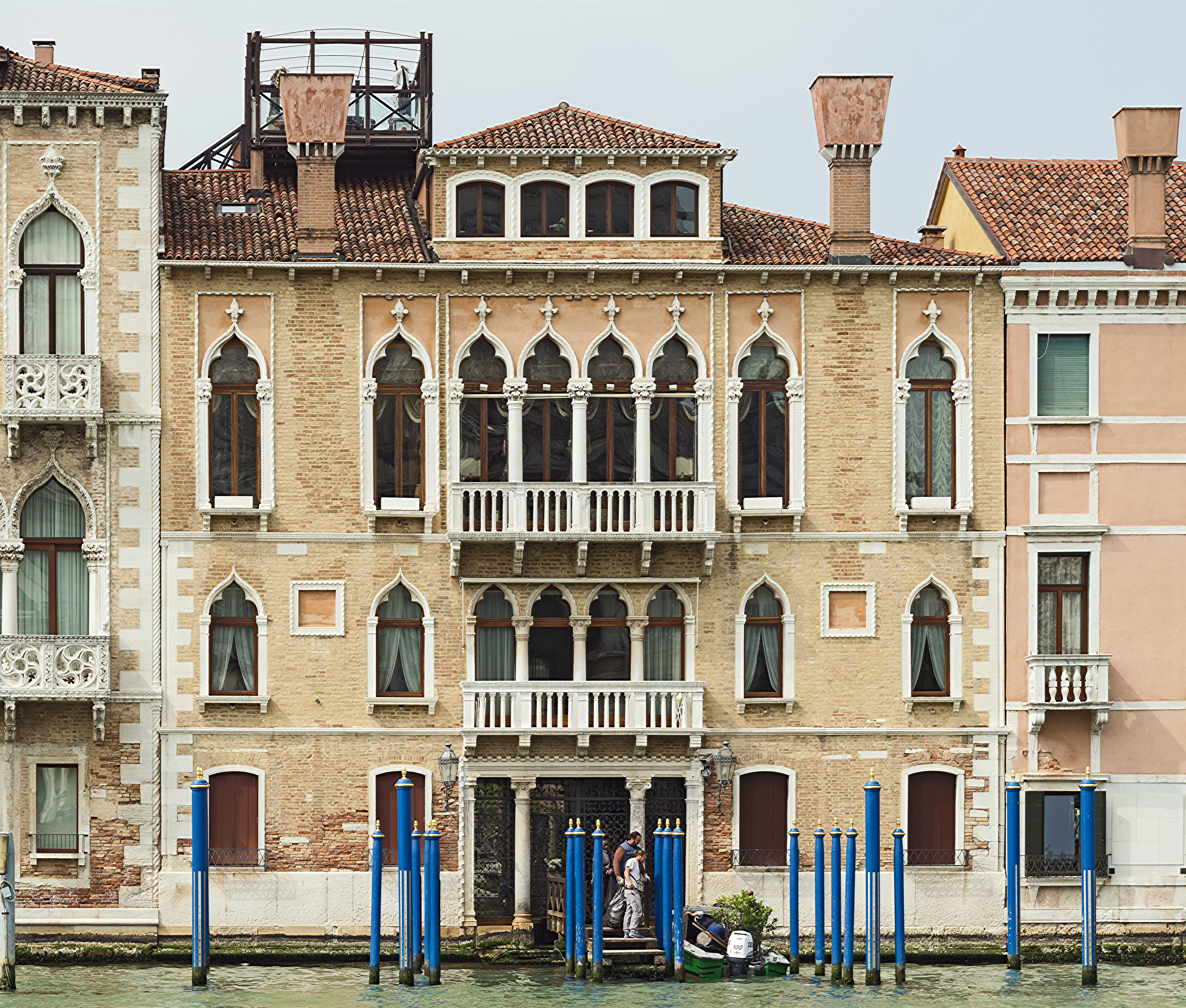
Palazzo Venier Contarini
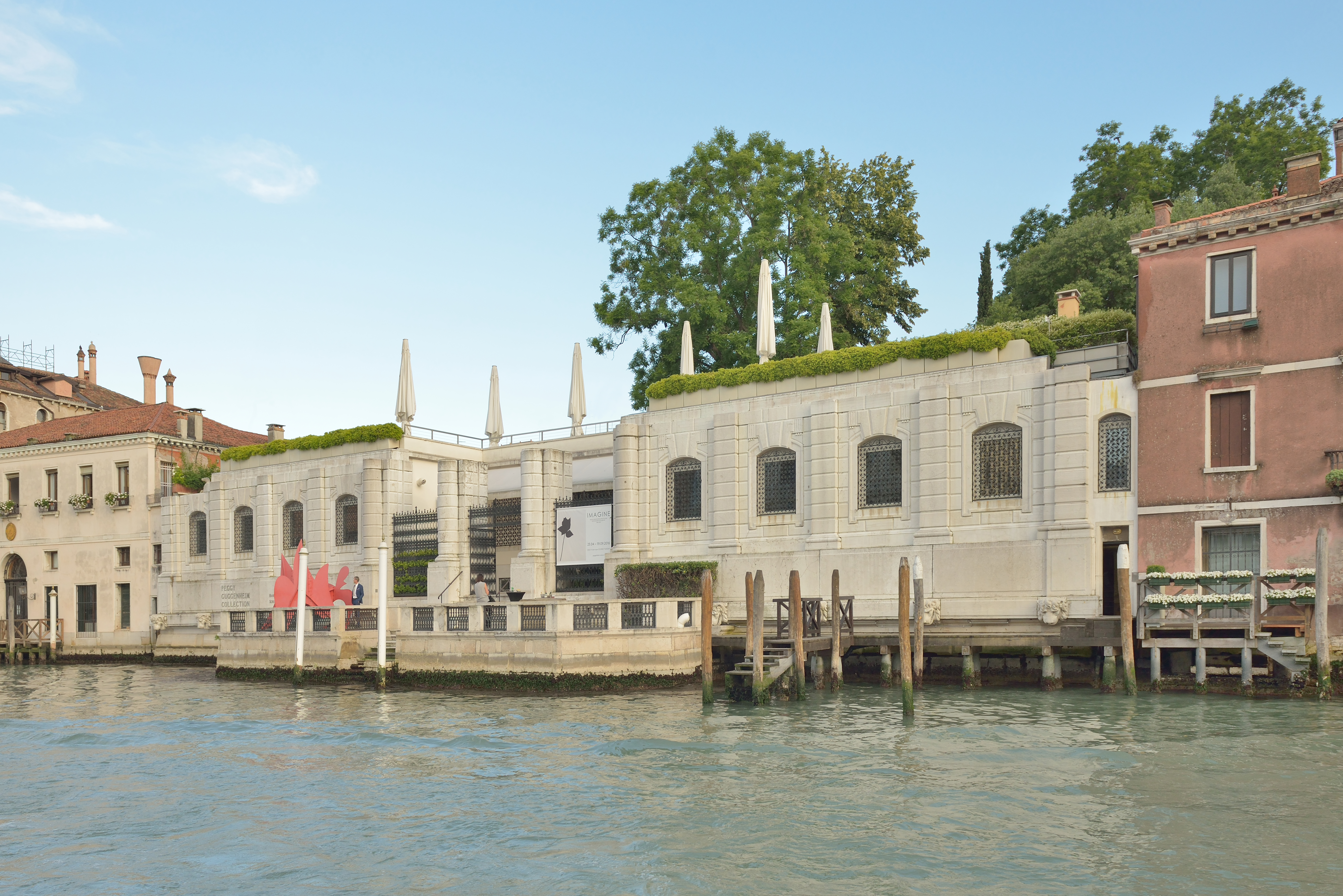
Palazzo Venier dei Leoni (heute Peggy Guggenheim Collection)
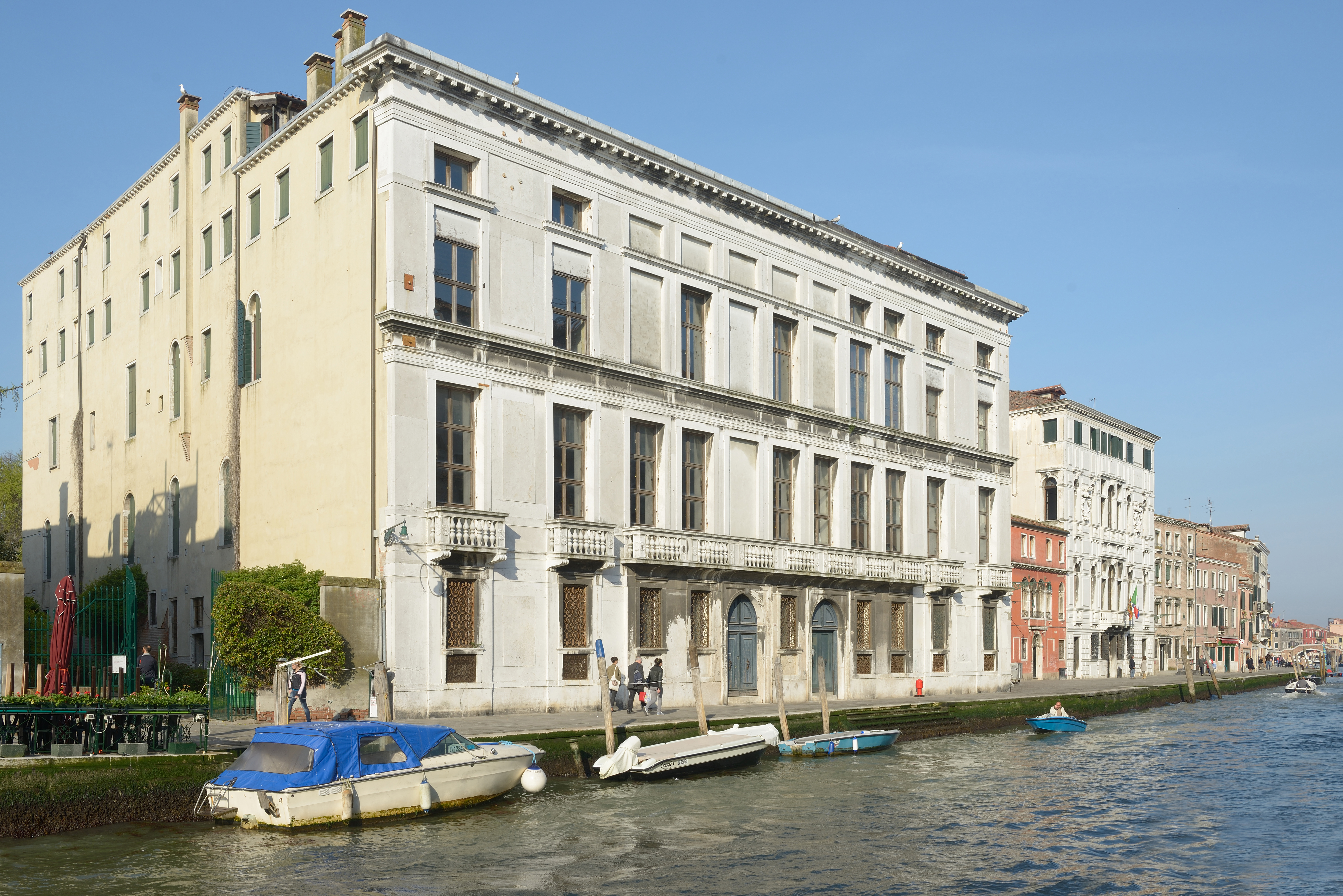
Palazzo Priuli Venier Manfrin
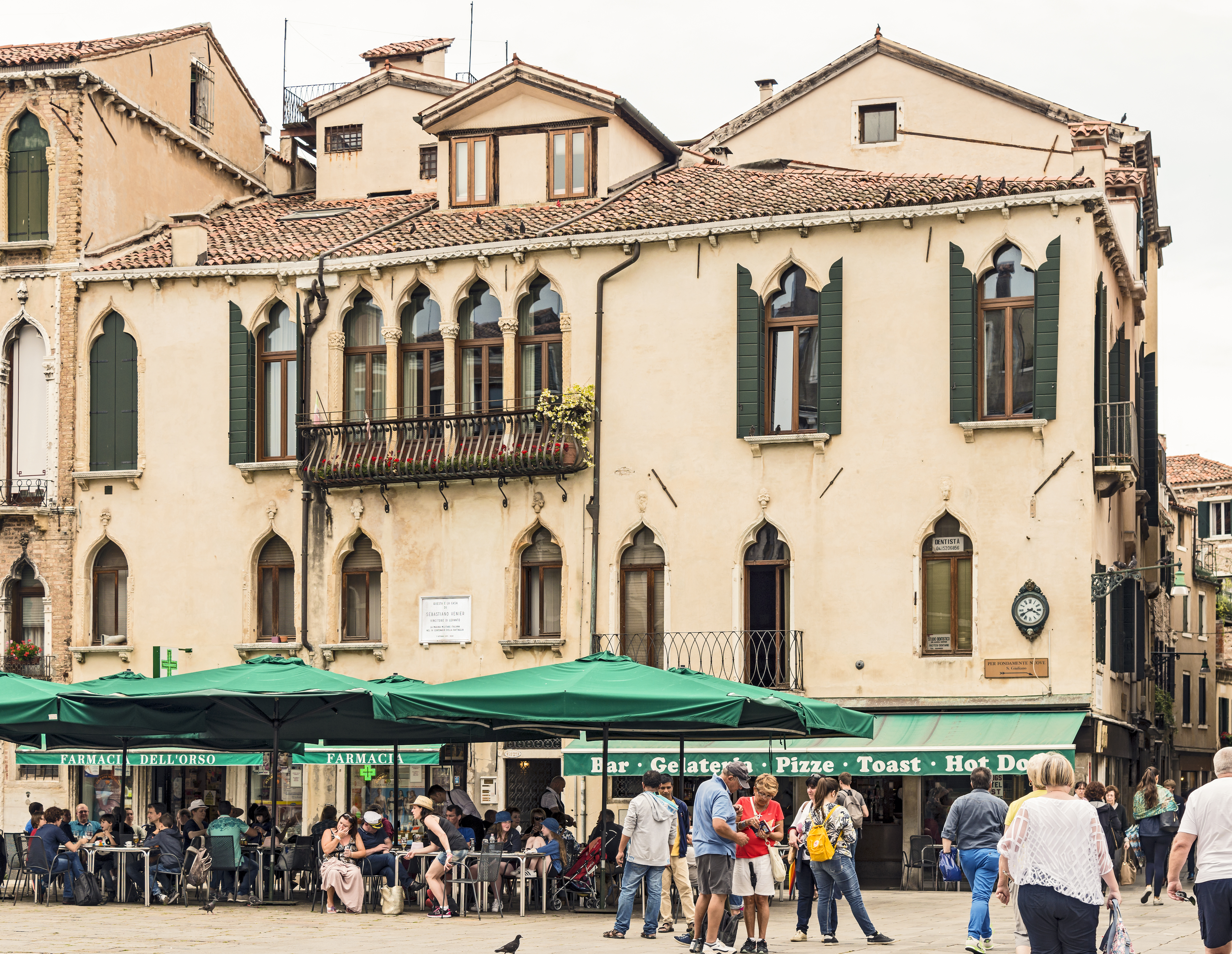
Haus des Sebastiano Venier
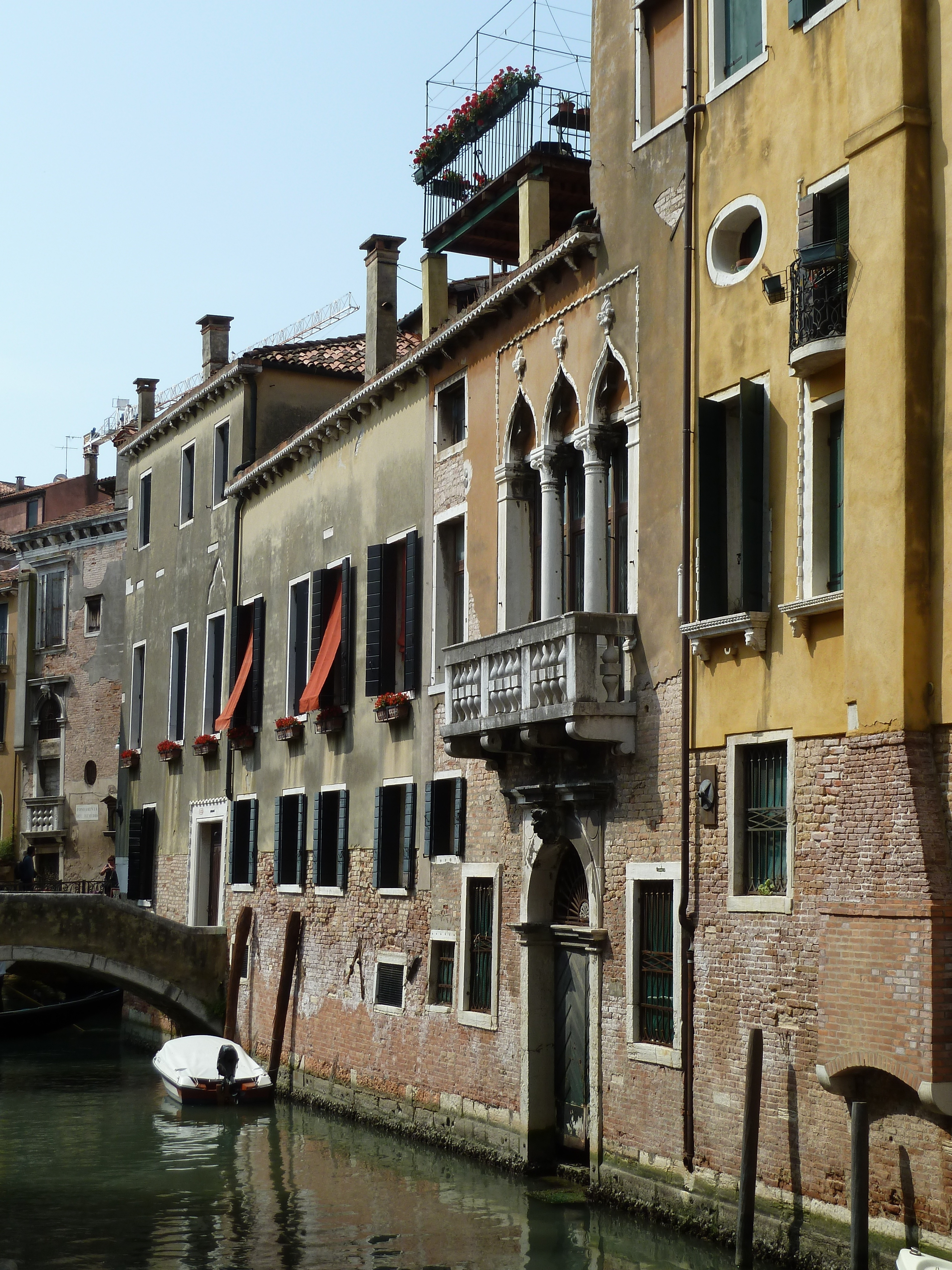
Die Palazzetti Venier